# Chaussy, Loiret

Chaussy este o comună în departamentul Loiret din centrul Franței. În 1 ianuarie 2022 avea o populație de 274 de locuitori.